# Gib mir Liebe
Gib mir Liebe ist ein deutscher Spielfilm aus dem Jahre 1968 mit Monika Teuber in der Hauptrolle.

## Handlung
Stephanie Burgers Ehe zerbricht, weil sie von ihrem Mann einfach nicht schwanger wird. Ihr Frauenarzt meint, dass sie unfruchtbar sei. Daraufhin lässt sich ihr Mann von ihr scheiden und Stephanie kehrt in ihren alten Beruf zurück. Nach einem kurzzeitigen lesbischen Abenteuer lernt sie auf einer Sex-Party zwei Männer kennen. Sie lässt sich auf den einen, einen verheirateten Mann, ein und wird dessen Geliebte. Doch der andere, sanftmütigere Mann, den sie liebevoll „Bär“ nennt, zeigt ernsthaftes Interesse an ihr. Und zum ersten Mal erlebt Stephanie für sich, was wirklich Liebe bedeutet. Der verheiratete Mann zieht sich von ihr zurück, und während die junge Frau plötzlich dennoch schwanger geworden ist, wartet „Bär“ auf ihre Antwort auf seinen Heiratsantrag. Dadurch beginnen die Dinge kompliziert zu werden.

## Produktionsnotizen
Gib mir Liebe wurde am 14. Juni 1968 uraufgeführt. Der Film wurde später unter dem reißerischen Titel Schrei nach Lust – Liebe als Köder erneut herausgebracht.
Für Rolf von Nauckhoff sollte dies der letzte Spielfilm werden, er starb elf Tage nach der Uraufführung dieses Films.

## Kritik
„Schmuddelig-schwül konfektioniertes Frauenschicksal, dilettantisch in Vorlage, Regie und Darstellung.“

## Einzelnachweis
1. ↑  Gib mir Liebe. In: Lexikon des internationalen Films. Filmdienst, abgerufen am 27. August 2017.